# Władysław Ryszkiewicz
Władysław Ryszkiewicz (ur. 1897 w Ostrowie Wielkopolskim, zm. 7 kwietnia 1919 w Warszawie) – podporucznik pilot Wojska Polskiego II RP.

## Życiorys
W czasie I wojny światowej jako poddany Cesarstwa Niemieckiego został zmobilizowany do armii niemieckiej i skierowany do Szkoły Pilotów w Grudziądzu. Po jej ukończeniu, w grudniu 1917, pełnił służbę czynną w Królewcu, w Prusach Wschodnich. Szybko porzucił armię niemiecką i z dużymi trudnościami przedostał się do Polski. Tutaj przyjęty został do służby w lotnictwie tworzonego Wojska Polskiego i skierowany do Wojskowej Szkoły Lotniczej w Warszawie w roli instruktora. Mianowany w Wojsku Polskim podporucznikiem. W czasie lotu szkoleniowego 7 kwietnia 1919 zginął wraz z porucznikiem Oskierką. Pochowany na Cmentarzu Powązkowskim w Warszawie.